# Boston (Australia)
Boston – miasto w Australii, w stanie Australia Południowa.